# 奧姆利
奧姆利（挪威語：Åmli）是挪威阿格德爾郡的一個市镇，行政中心为奧姆利村。市镇面积为1,131平方公里，人口数量为1,836人（2020年），人口密度为每平方公里1.7人。